# 生さぬ仲
『生さぬ仲』（なさぬなか）は、柳川春葉の小説。大正元年（1912年）、大阪毎日新聞連載。「生さぬ仲」とは、産みの親と子ではない、つまり継母と継子の関係を指している。柳川自身、4歳から継母に育てられ、その母とは不仲であった。連載の翌1913年（大正2年）に舞台化・映画化され、映画は1949年（昭和24年）までに10回にわたってリメイクされた。現在、小説は絶版である。

## あらすじ
東洋漁業会社社長、渥美俊策の一子、滋をめぐって生母、珠江と、生さぬ仲の継母、真砂子との葛藤をえがく。

### 成瀬版映画あらすじ
ハリウッドで女優をしている珠江は、前夫である俊策のもとに残してきた娘・滋子を取り戻すため、日本に一時帰国する。6歳になる滋子は後妻の真砂子を本当の母と思って育っている。俊策は事業の失敗から刑務所に収監され、家屋敷を失った真砂子と滋子は俊策の母・岸代とともに侘び家で暮らし始める。貧乏暮らしを嫌う岸代は、珠江に協力して、真砂子に内緒で滋子を連れだしてしまう。悲しむ真砂子は、俊策の友人・日下部に協力を求めて滋子の行方を捜す。珠江は一生懸命滋子の機嫌をとるが、滋子は継母・真砂子を慕い、家へ帰りたいと泣き暮らす。行方を突き止めた真砂子は珠江の家を訪ねるが、滋子とは引き離されてしまう。日下部は珠江に、本当の母とは何かを説く。泣き叫ぶ滋子を見て、ついに珠江は滋子を真砂子の元に戻し、アメリカで作った財産を真砂子に譲り、アメリカに帰っていく。

## 舞台
1913年（大正2年）2月、大阪浪花座初演。

## 映画

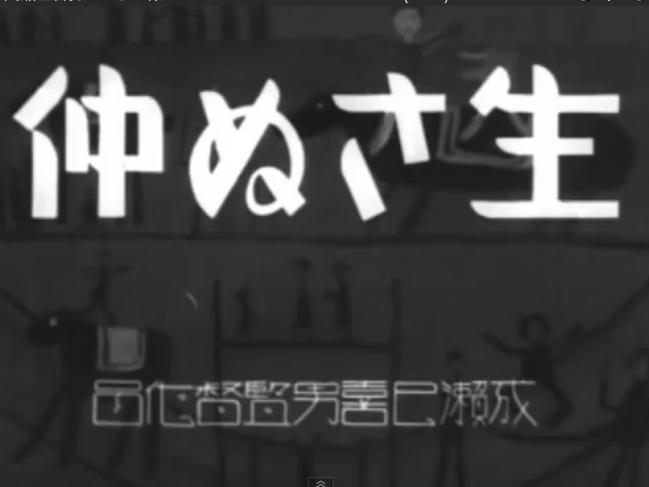
成瀬巳喜男版（1932年）、カットタイトル。

- 1913年（大正2年） - 『生さぬ仲』（製作 : 日活向島撮影所、監督・出演 : 不明、初映画化）
- 1916年（大正5年） - 『生さぬ仲』（製作：小林商会、監督：井上正夫・賀古残夢、出演：井上正夫ほか）
- 1919年（大正8年） - 『生さぬ仲 前篇・後篇』（製作：日活、監督：小口忠）
- 1921年（大正10年） - 『生さぬ仲』（製作：松竹キネマ、監督：池田義臣、出演：岩田祐吉、栗島すみ子、五月信子ほか）
- 1921年 - 『生さぬ仲』（製作：日活、監督：小口忠、出演：中山歌子、新井淳ほか）
- 1923年（大正12年） - 『新生さぬ仲』（製作 : 国活、監督 : 細山喜代松、出演 : 葛木香一、林千歳）
- 1923年 - 『生さぬ仲』（製作 : 帝国キネマ演芸、監督・出演 : 不明）
- 1927年（昭和2年） - 『生さぬ仲』（製作：賀古プロダクション、監督：賀古残夢、出演：荒木忍、玉木悦子ほか）
- 1930年（昭和5年） - 『生さぬ仲』（製作：東亜キネマ、監督：米沢正夫、出演：岡田静江、里見明、川島奈美子、北岡勲ほか）
- 1932年（昭和7年） - 『生さぬ仲』（製作：松竹キネマ、監督：成瀬巳喜男、出演：奈良真養、筑波雪子、小島寿子、葛城文子、岡譲二、岡田嘉子、突貫小僧ほか）
- 1949年（昭和24年） - 『生さぬ仲』（製作：松竹、監督：市川哲夫、出演：宇佐美淳、浜田百合子、市川春代、河津清三郎、小沢栄ほか）